# تيم والترز
تيم والترز (بالإنجليزية: Tim Walters)‏ هو لاعب كرة قدم أمريكي في مركز الهجوم، ولد في 29 يوليو 1958 في سانت لويس في الولايات المتحدة. لعب مع تامبا باي راوديز.